# Бирлогу (Арджеш)
Бирлогу (рум. Bârlogu) — село у повіті Арджеш в Румунії. Входить до складу комуни Неграші.
Село розташоване на відстані 83 км на захід від Бухареста, 30 км на південний схід від Пітешть, 105 км на схід від Крайови, 121 км на південь від Брашова.

## Населення
За даними перепису населення 2002 року у селі проживали 1105 осіб, усі — румуни. Усі жителі села рідною мовою назвали румунську.